# Col de Larche
Der Col de Larche (franz. Col de Larche, ital. Colle della Maddelena) ist ein 1991 m hoher, im Verlauf aber relativ flacher Straßenübergang zwischen Frankreich und Italien. Er verbindet die französische Gemeinde Barcelonnette mit der Stadt Cuneo in Italien. Auf französischer Seite folgt die Passstraße dem Vallée de l’Ubaye und mündet dann in Italien in das Valle Stura di Demonte. Der Pass liegt zwischen den Alpengipfeln Tête de Moise (3104 m) im Nordosten und Tête de l'Enchastraye (2954 m) im Süden und gilt als Grenze zwischen den Cottischen Alpen im Norden und den Seealpen im Süden.
Nächster Straßenübergang im Norden ist der Col d’Agnel, im Süden der Col de la Lombarde.
Auf der italienischen Seite knapp unterhalb der Passhöhe befindet sich der rund 360 Meter lange Lago della Maddalena (1974 m s.l.m.). Er ist das Quellgebiet des Stura di Demonte.

## Abbildungen

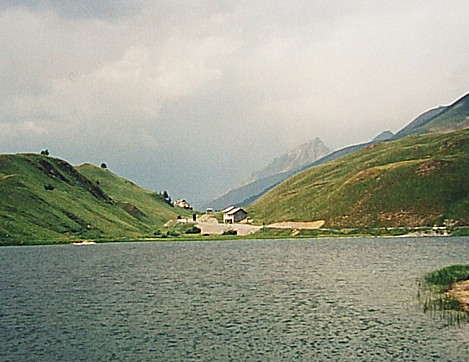
Lago della Maddalena mit Blick zur Passhöhe